# 巴哈马国旗
巴哈马国旗（英語：Flag of the Bahamas）是代表巴哈马联邦政府的旗帜，于1973年7月10日在巴哈马联邦脱离英国统治之际，正式成为国旗，从而代替了英属巴哈马殖民地时期的旗帜。
国旗由Dr. Hervis Bain设计，比例为1:2。巴哈马群岛的三十多万居民多为非洲移民与奴隶的后裔，左侧的黑三角形就象征着岛上居民的团结统一。两条海蓝色条纹分别代表着环绕巴哈马群岛的大西洋与加勒比海。夹间的一条黄色条纹象征着岛屿上美丽的沙滩与海边温柔的阳光。

## 方便船旗

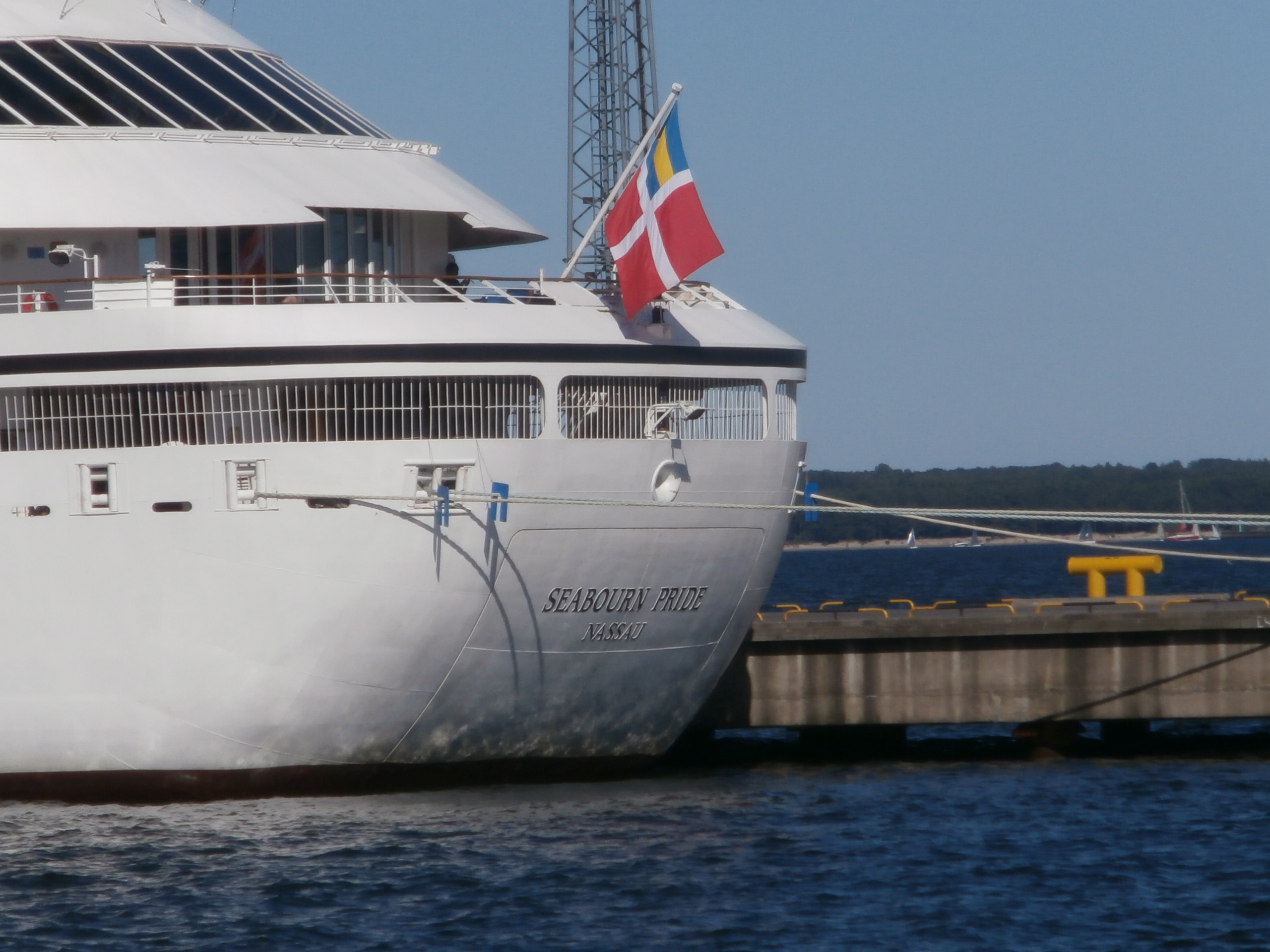
2013年，一艘悬挂巴哈马民船旗的世邦邮轮Seabourn Pride号

由于巴哈马对船舶国籍注册要求较为宽松，故此巴哈马民船旗是世界上知名的方便船旗之一。许多国际邮轮、货轮在巴哈马登记注册，故此他们的船尾亦悬挂巴哈马的民船旗。根据1976年《巴哈马商船法》第3条第2款规定，任何船只如净登记吨位为1600或以上并从事对外航行的船舶，均可“无困难”注册为巴哈马国籍。此外，船员不受所在国籍限制，同时方便旗船无法保障海员的基本权利等等。
但方便旗船亦存在较大风险，例如2002年11月13日晚上，一艘悬挂巴哈马民船旗并载有7.7万吨燃料油的希腊油轮威望号，在西班牙西北部距离海岸9公里的大西洋海域遭遇风暴发生事故，船体出现大裂口，同时7.7万吨燃料油外泄大海，导致海面出现大面积严重油污。事后造成当事国互相推诿、推脱责任、处理困难等尴尬。

## 船旗

民船旗 比例：1:2
民用船首旗 比例：1:2
政府船旗 比例：1:2
軍艦旗 比例：1:2

## 歷代旗帜

1869–1904
1904–1923
1923–1953
1953–1964
1964–1973